# Prohibicja
Prohibicja (fr. prohibition, z łac. prohibitio 'zakaz') – częściowy lub pełny zakaz produkcji i dystrybucji napojów alkoholowych. Najczęściej rozumie się pod tym pojęciem okres w historii USA (lata 1920–1933). W szerszym znaczeniu może odnosić się także do podobnego zakazu dotyczącego narkotyków.

## Prohibicja w Stanach Zjednoczonych

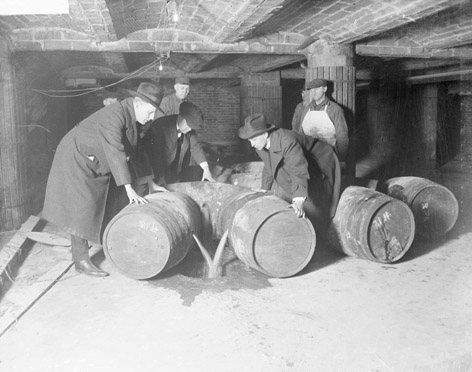
Niszczenie beczek z napojami alkoholowymi w czasach prohibicji w USA przez agentów rządowych

Prohibicja (jako prawo federalne; poprzednio również legislatury stanowe reglamentowały obrót alkoholem) projektu kongresmena Andrew Volsteada wprowadzona została przez 18. poprawkę do Konstytucji Stanów Zjednoczonych. Poprawka ta, ratyfikowana 16 stycznia 1919, zakazywała produkcji, importu i eksportu, przewozu oraz sprzedaży wszelkich napojów alkoholowych na terenie USA. Co istotne, ustawa nie zakazywała kupowania ani picia tych napojów.

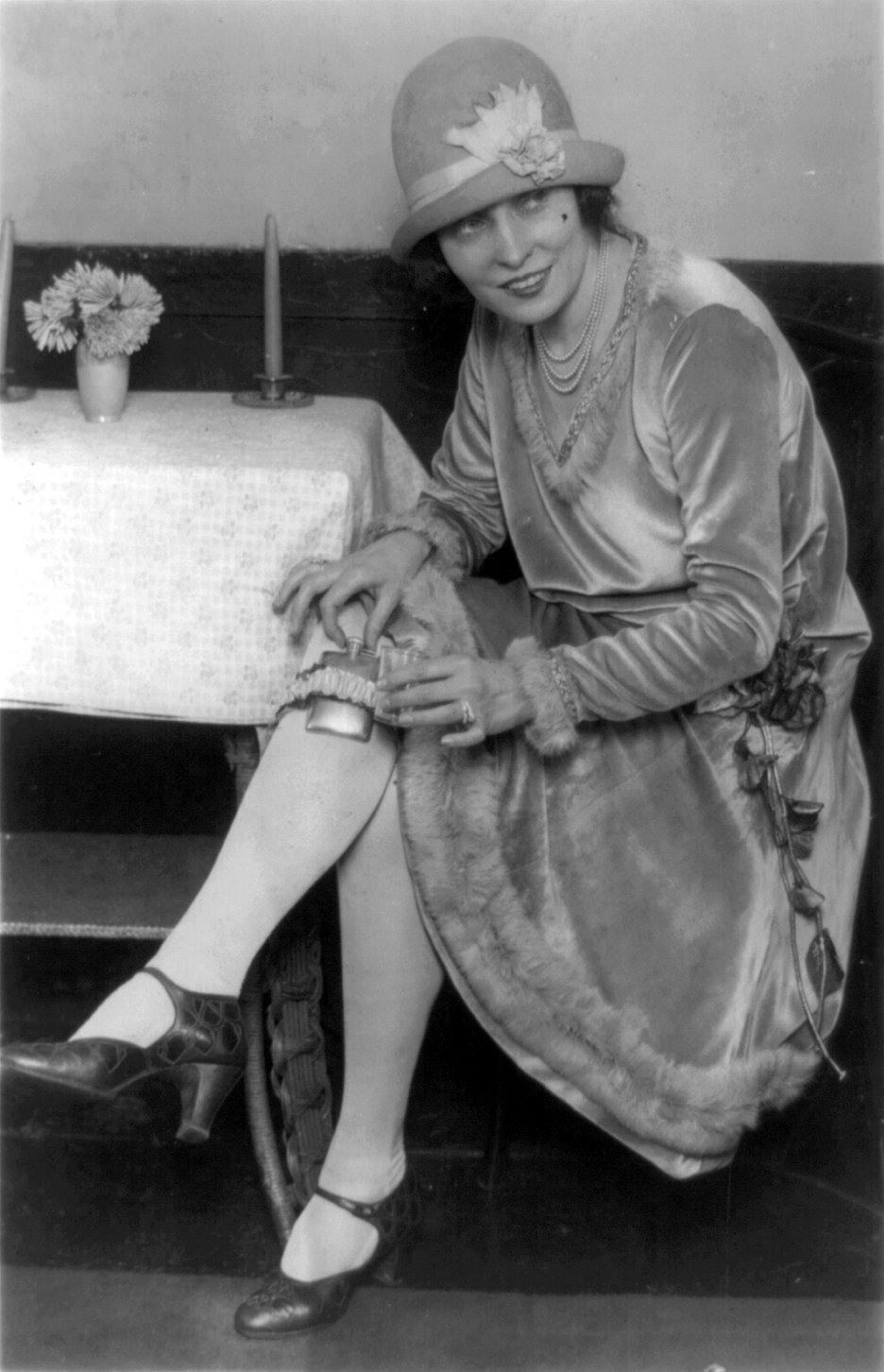
Piersiówka ukryta pod podwiązką w czasie prohibicji w USA

Wprowadzenie prohibicji w życie w 1920 było ogromnym sukcesem Amerykańskiego Towarzystwa Krzewienia Wstrzemięźliwości oraz ruchu sufrażystek (równocześnie biegła ratyfikacja 19. poprawki, dającej prawo głosu kobietom). Okres obowiązywania prohibicji był typowym przykładem zasady niezamierzonych skutków.
Reformatorzy otwarcie twierdzili, że prohibicja została wprowadzona przeciw powszechnie znanym pijackim przyzwyczajeniom imigranckich robotników. Efektem jej wprowadzenia było jednak przyczynienie się do wewnętrznej konsolidacji mniejszości narodowych, zamiast zachęcenia ich do przejmowania amerykańskiego sposobu życia. W okresie I wojny światowej szczególnie trafiała do przekonania opinii publicznej argumentacja, że zboże potrzebne na chleb dla wojska wykorzystywane jest do produkcji piwa, a właściciele browarów to w większości Niemcy.
W wyniku poprawki wydział do spraw prohibicji włączono do ministerstwa skarbu, ale kolejni prezydenci odmawiali przeznaczenia środków na jego działalność. Właściwie wówczas ukształtowała się zorganizowana przestępczość (mafia): w Chicago – głównie włoska (kontrolowała 50% handlu) i irlandzka, w Nowym Jorku – żydowska (50%) i m.in. polska (12%).
W rezultacie można było pić alkohol częściej, w gorszych warunkach, gorsze gatunki i po wyższych cenach. Ustawa skonfliktowała społeczeństwo amerykańskie, dzielące się na „suchych”, tj. zwolenników prohibicji, i na „mokrych”, czyli jej przeciwników.
Zniesienie prohibicji było jednym z głównych haseł w kampanii wyborczej F. D. Roosevelta w 1932. Na mocy 21. poprawki została zniesiona 5 grudnia 1933 r. Ustawa o prohibicji była niezręcznym posunięciem socjotechniki i przyczyniła się do konsolidacji i doskonalenia działań amerykańskich instytucji przestępczych.

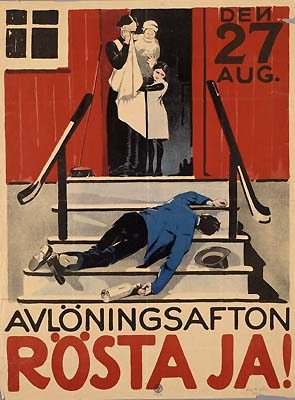
Plakat wzywający do głosowania „za” w szwedzkim referendum w sprawie wprowadzenia prohibicji

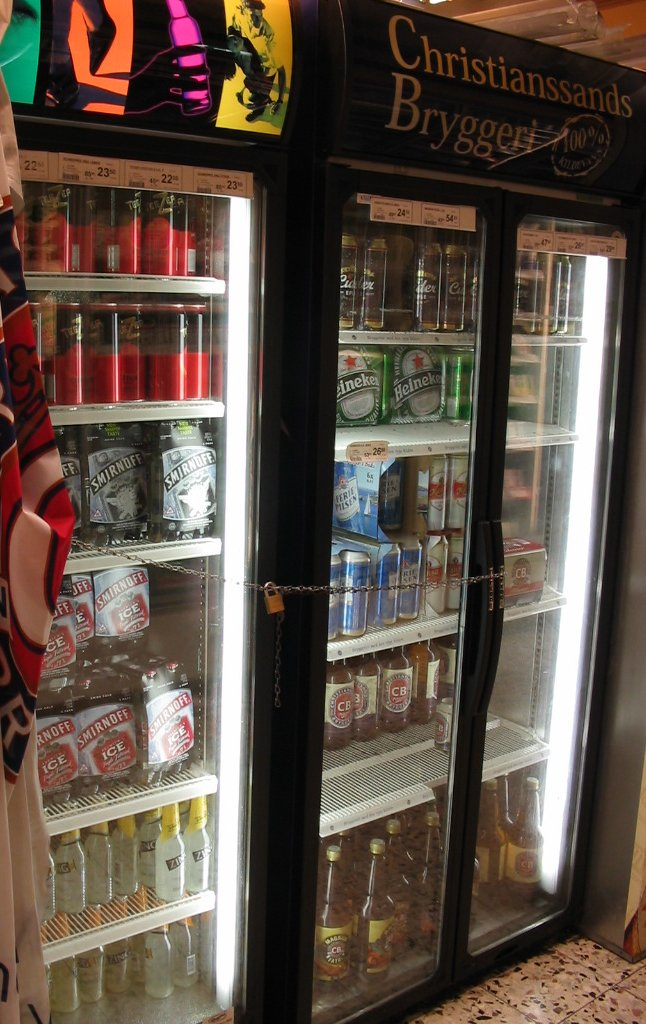
Lodówki z napojami alkoholowymi zamknięte na kłódkę: zakaz sprzedaży piwa (mocniejsze napoje alkoholowe kupuje się w specjalnych sklepach Vinmonopolet, nielicznych i czynnych w określonych godzinach) po godz. 20.00 w Norwegii

## Prohibicja w innych państwach
- W Rosji zakaz sprzedaży alkoholu poza restauracjami wprowadzono w 1914 r. na czas mobilizacji przed I wojną światową, lecz przedłużono go do końca wojny[2]. Uchyliły go nowe władze bolszewickie częściowo w 1923 r., ostatecznie w 1925 r.[3] W okresie pieriestrojki Michaił Gorbaczow wprowadził częściową prohibicję, co spowodowało gwałtowny spadek dochodów państwa i wzrost bimbrownictwa[4].
- Podobną, ograniczoną ustawę przeprowadziła Norwegia w 1919, ale już w 1926 wycofała się z niej.
- 27 sierpnia 1922 odbyło się w Szwecji referendum w sprawie wprowadzenia prohibicji, wzięło w nim udział 51,5% uprawnionych do głosowania, z których 51% zagłosowało przeciw.
- W Finlandii od 1919 r. dopuszczono sprzedaż alkoholu wyłącznie w celach leczniczych, naukowych i technicznych. Nieskuteczność walki z olbrzymim przemytem doprowadziła w 1931 r. do referendum, w wyniku którego (70% głosowało za zniesieniem, przy 44% frekwencji) zakaz zniesiono.  Zobacz też: Prohibicja w Finlandii.
- Kanada, 1901–1948 (w niektórych prowincjach);
- Islandia, 1915–1922 (zakaz sprzedaży piwa do 1989 r.)[5];
- W krajach muzułmańskich, mimo bezpośredniego wyrażonego w Koranie zakazu spożywania alkoholu, tylko najbardziej zislamizowane państwa, jak Arabia Saudyjska, utrzymują zakaz obrotu alkoholem. Nawet przy braku formalnego zakazu, w innych państwach regionu spożycie alkoholu utrzymuje się na niskim poziomie ze względu na uwarunkowania obyczajowe. Nie dotyczy to Zjednoczonych Emiratów Arabskich i Bahrajnu, gdzie z powodu dużej ilości imigrantów oraz przemysłu turystycznego, przyciągającego Europejczyków oraz muzułmanów z krajów objętych prohibicją, alkohol jest dostępny w sprzedaży.
- W krajach skandynawskich (poza Danią) i w Finlandii alkohol jest sprzedawany tylko w niektórych sklepach w wybranych godzinach w dni powszednie. Sklepy te są czasem umiejscowione na przedmieściach lub za miastem.

## Prohibicja w Polsce
W Polsce prohibicja bywa ogłaszana w ograniczonym czasie (np. na czas wyborów lub referendów) lub na ograniczonym terytorium w związku ze szczególnymi wydarzeniami (np. wizyty papieża Benedykta XVI czy uroczystościami pogrzebowymi pary prezydenckiej Lecha i Marii Kaczyńskich). Ponadto od roku 1982 do 1990 obowiązywał zakaz sprzedaży i wyszynku napojów alkoholowych przed godziną 13:00 każdego dnia. Zakaz ten – jak wiele zjawisk z okresu tzw. realnego socjalizmu – niekiedy przybierał formy karykaturalne, np. gdzieniegdzie w sklepach, w których prócz napojów alkoholowych sprzedawano także towary gospodarcze, dopiero po godzinie 13:00 można było kupić denaturat; z kolei sklepy monopolowe, otwarte były zazwyczaj – jak większość państwowych sklepów w Polsce – już od godziny 10:00, pomimo że przez pierwsze trzy godziny po otwarciu nie wolno było niczego w nich sprzedawać. Zakaz sprzedaży przed 13.00 spowodował także wzrost popytu m.in. na wodę brzozową i inne „substytuty” alkoholu. 
Poważne próby wprowadzenia w Polsce realnej prohibicji przypadły na okres wcześniejszy, to jest lata 20. i 30. XX wieku. 23 kwietnia 1920 roku sejm przyjął ustawę o ograniczeniach w sprzedaży napojów alkoholowych. W myśl przepisów tejże zakazana była sprzedaż alkoholu o zawartości powyżej 2,5% osobom poniżej 18. roku życia, a także w niedziele i święta począwszy od 15:00 w sobotę do 10:00 w poniedziałek. Ustawa przewidywała też możliwości wprowadzenia innych zakazów. Poprawka do ustawy z 27 stycznia 1922 podwyższała dopuszczalną granicę wieku: Bezwzględnie zakazana jest sprzedaż lub podawanie napojów, zawierających jakiekolwiek ilości alkoholu, osobom nieletnim do skończonego 21 roku, dalej uczniom szkół niższych i średnich bez względu na wiek, innym zaś konsumentom na kredyt pod zastaw jakichkolwiek przedmiotów lub za wykonaną pracę.
Aktualnie (2025) w niektórych polskich miastach m.in. w Krakowie, w Poznaniu, w Łodzi, we Wrocławiu i w Zakopanem została wprowadzona nocna prohibicja. Zakaz sprzedaży alkoholu obowiązuje na wyznaczonych przez miasta osiedlach od 22:00 do 6:00 rano. Nad wprowadzeniem wyżej wspomnianego rozwiązania zastanawia się również Warszawa.
Jak wynika z badania Instytutu Prognoz i Analiz Gospodarczych, brak możliwości zakupu napojów alkoholowych może prowadzić do rozwoju szarej strefy, a więc zwiększenia nielegalnej produkcji alkoholu, co z kolei może przyczynić się do osłabienia gospodarki państwa oraz zagrażać zdrowiu konsumentów. W 2023 roku straty dla budżetu Polski spowodowane nielegalną sprzedażą wysokoprocentowych alkoholi zostały oszacowane na ok. 1,3 mld zł. W 2024 roku według prognoz mogą wynieść nawet 1 miliard złotych. Nielegalny rynek alkoholi przekłada się pośrednio na obniżenie wpływów do budżetu samorządów, ponieważ 50 proc. opłat od małych formatów tzw. "małpek" wpływa do budżetu gmin i do Narodowego Funduszu Zdrowia. Pieniądze, które otrzymuje NFZ z tytułu tych wpłat przeznaczane są na edukację, profilaktykę oraz opiekę psychiatryczną i leczenie uzależnień. 